# Katharina Böhm
Katharina Böhm (Sorengo, 20 de noviembre de 1964) es una actriz austríaca. Entre 1999 y 2002 interpretó el papel de Livia Burlando en la serie de televisión italiana Il commissario Montalbano, basada en el personaje Salvo Montalbano de las novelas creadas por Andrea Camilleri.
Apareció por primera vez en la pantalla en 1978, cuando interpretó un papel principal (Klara) en la producción de televisión austriaca de Heidi. Interpretó a Susanne 'Nane' von Guldenburg en Das Erbe der Guldenburgs (1987 a 1990). Su trabajo más reciente incluye cuatro papeles diferentes en diferentes episodios de The Old Fox entre 2002 y 2010. En 2010 apareció en el episodio 3 de la octava temporada de Stolberg. En 2012 interpretó a Vera Lanz en el drama alemán Die Chefin.
Böhm es la hija de Karlheinz Böhm y Barbara Kwiatkowska-Lass, así como la nieta de Karl Böhm. Tiene una relación con el director Rick Ostermann, la pareja vive en Baldham, cerca de Múnich, con su hijo Samuel (nacido en 1998).